# XV arrondissement di Parigi
Il XV arrondissement di Parigi si trova al confine sud-ovest del territorio comunale, lungo la Senna sulla rive gauche e confina con i comuni di Issy-les-Moulineaux e Vanves. È l'arrondissement con il territorio più ampio e con il maggior numero di abitanti, perché è il risultato dell'annessione dei comuni di Vaugirard, Grenelle e una parte di quello di Issy nel 1860.

## Dati
| Anno                        | Abitanti | Densità di popolazione (ab./km2) |
| --------------------------- | -------- | -------------------------------- |
| 1962 (picco di popolazione) | 250 551  | 29 470                           |
| 1968                        | 244 080  | 28 709                           |
| 1975                        | 231 301  | 27 205                           |
| 1982                        | 225 596  | 26 534                           |
| 1990                        | 223 940  | 26 340                           |
| 1999                        | 225 362  | 26 507                           |
| 2009                        | 236 491  | 27 888                           |
| 2017                        | 235 178  | 27 733                           |

## Luoghi d'interesse
- Parti dell'area di Montparnasse
- Il vecchio laboratorio di Constantin Brâncuși
- La Ruche
- Musée Bourdelle
- Istituto Pasteur
- Hexagone Balard
- Grand Pavois de Paris

### Spazi verdi
- Parc André-Citroën, ove è situato il Ballon de Paris
- Parc Georges Brassens
- Square Saint Lambert
- Jardin Atlantique
- L'allée des Cygnes, che permette di passeggiare sull'Île aux Cygnes

## Quartieri
Come gli altri, l'arrondissement è suddiviso amministrativamente in quattro quartieri, che corrispondono in generale ai quarti nord-ovest, nord-est, sud-ovest e sud-est dell'arrondissement. 
I quartieri che compongono il XV arrondissement, anche detto «di Vaugirard», sono:
- Quartier Saint-Lambert
- Quartier Necker
- Quartier de Grenelle
- Quartier de Javel

## Galleria d'immagini

Front de Seine depuis le Pont Mirabeau
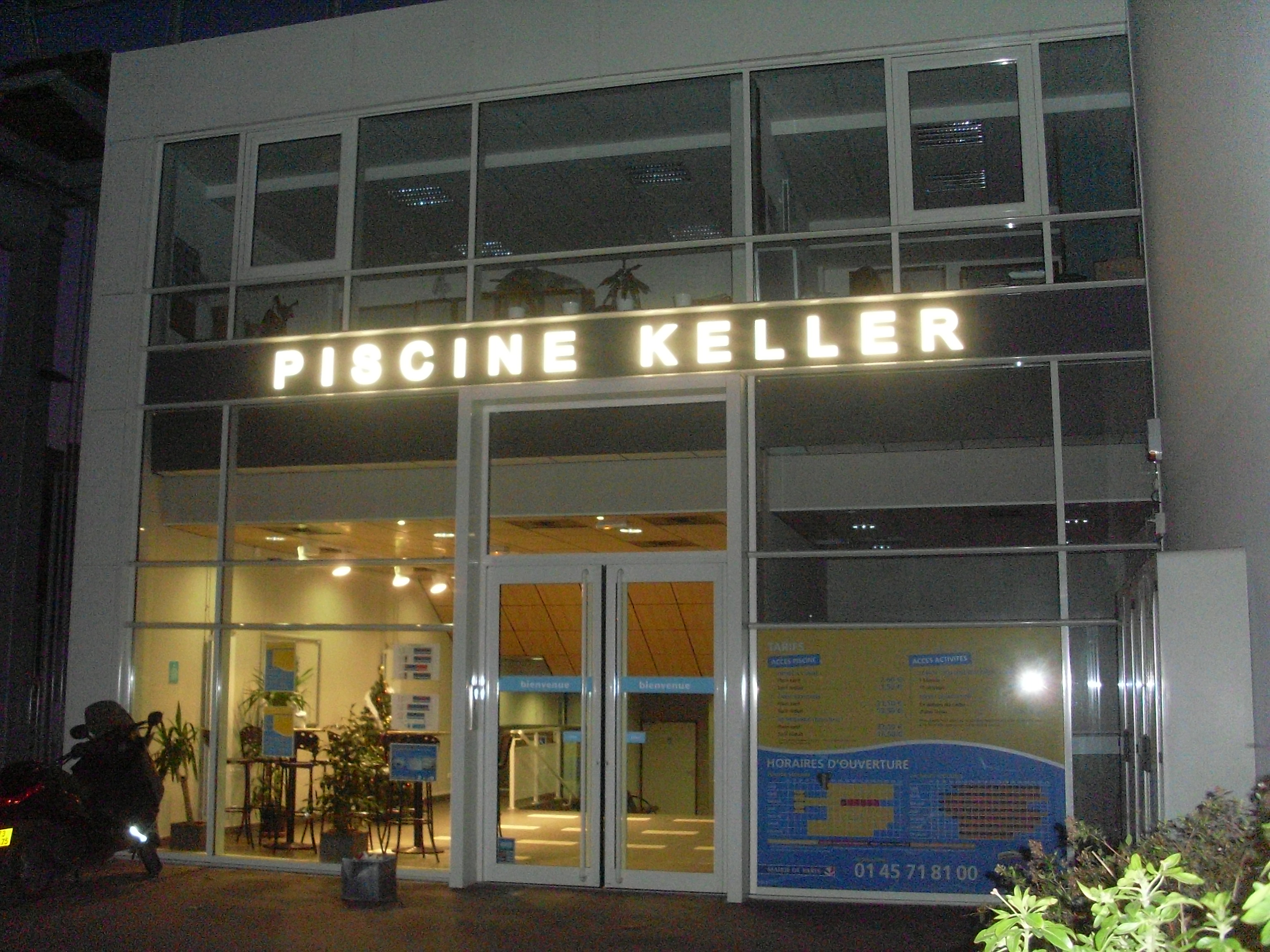
Piscine Keller
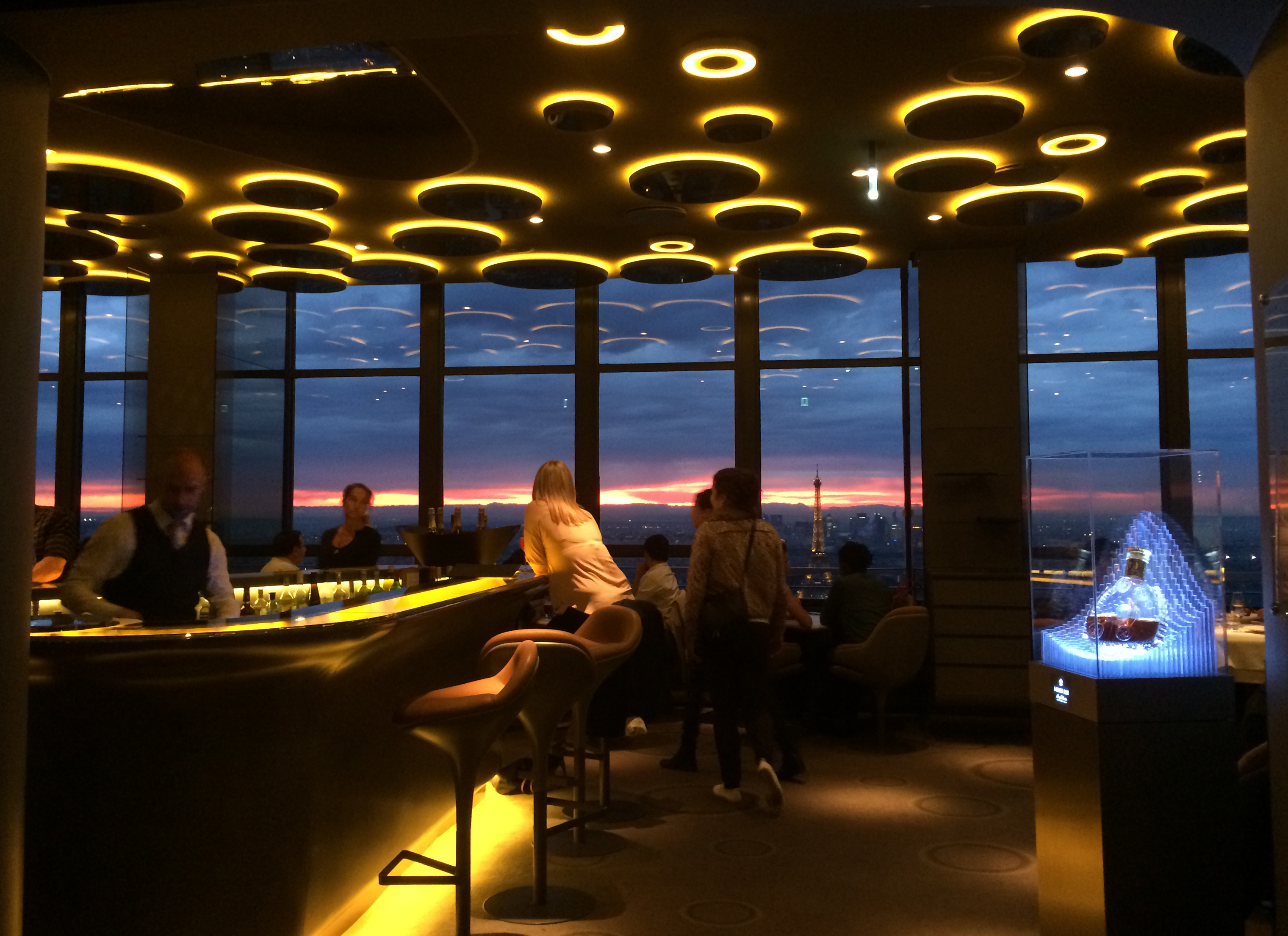
Le Ciel de Paris restaurant, Tour Montparnasse
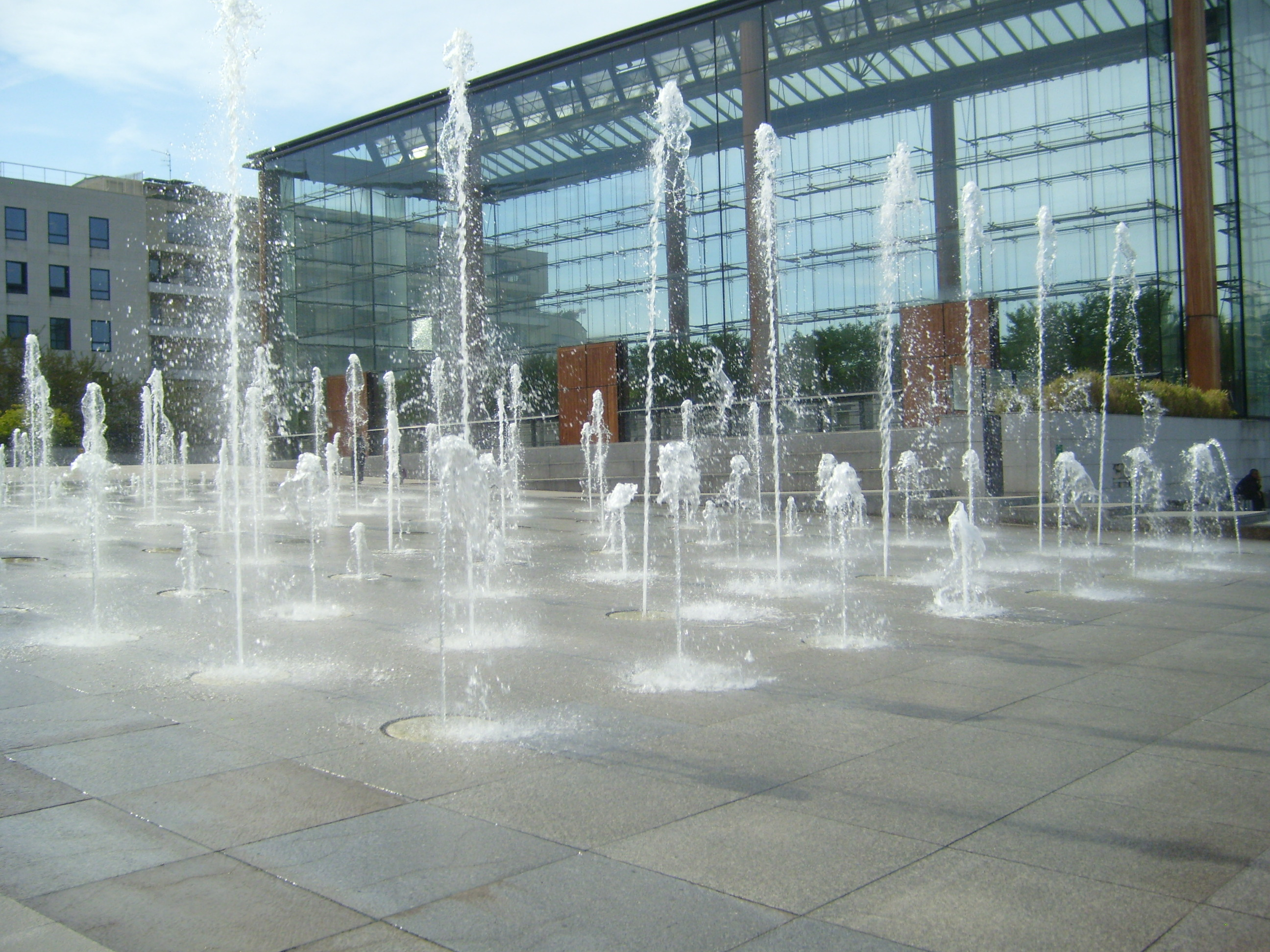
Colonnes d'eau, Parc André Citroën
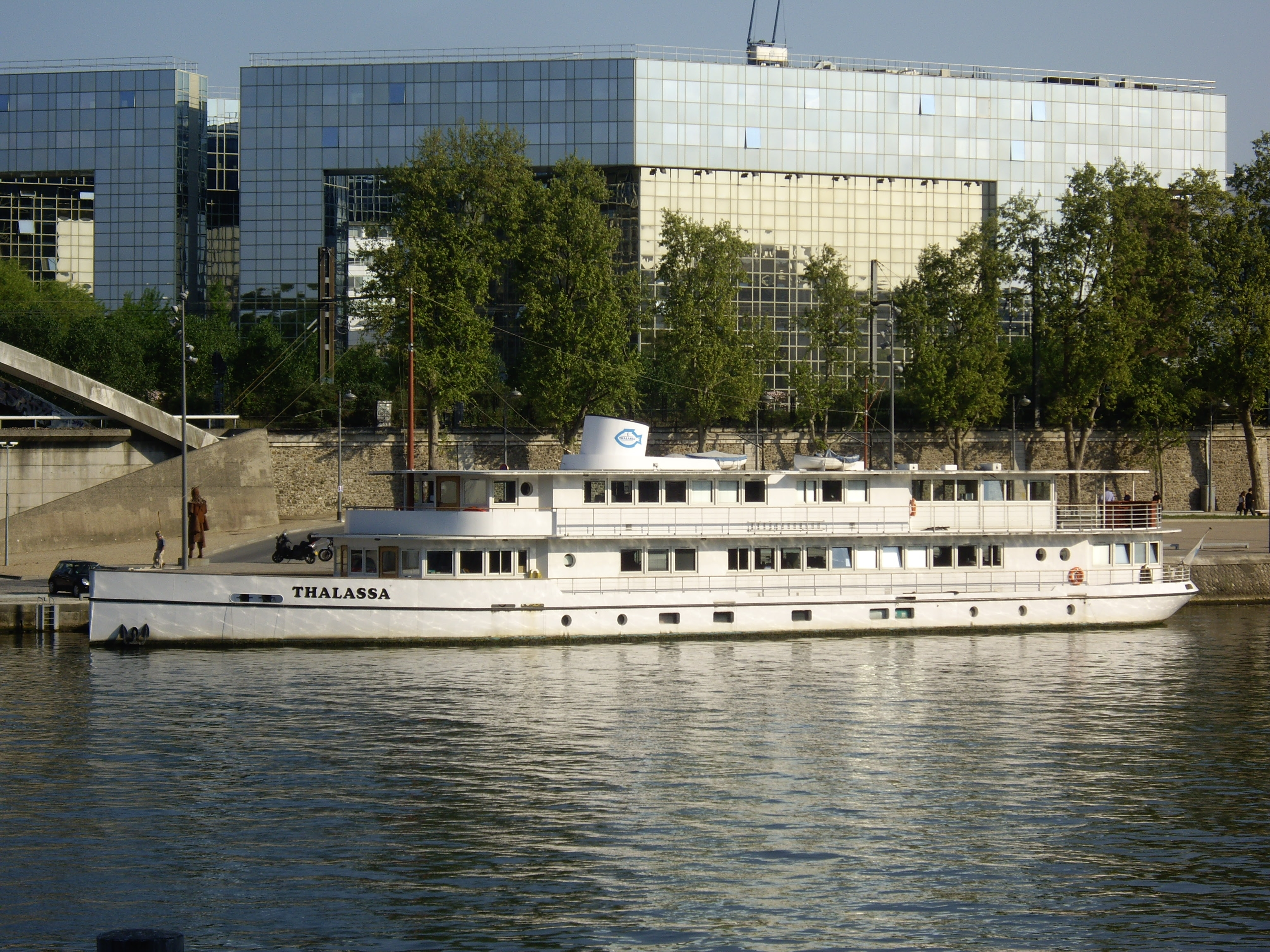
Péniche Thalassa, Quai André-Citroën
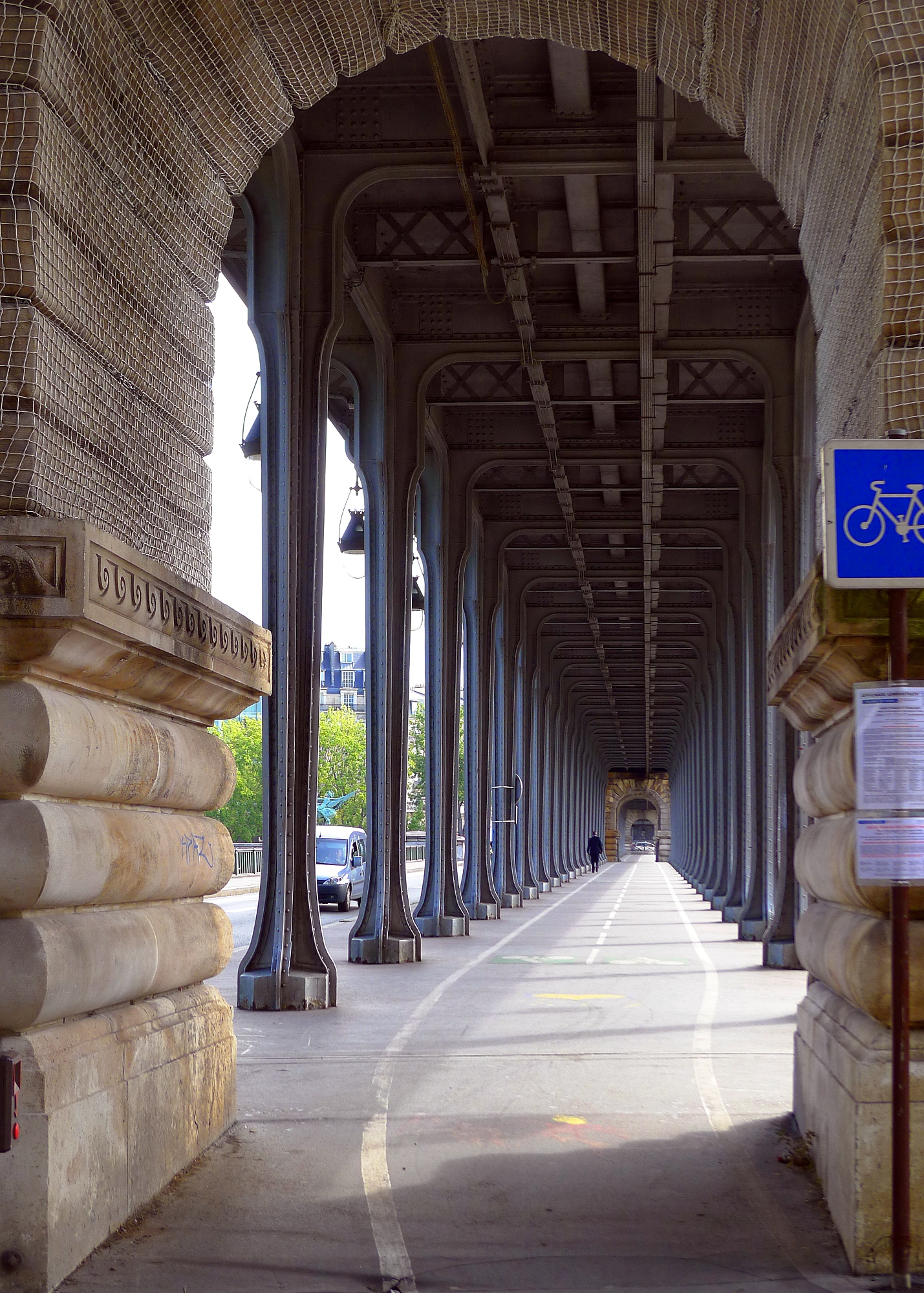
Pont de Bir Hakeim
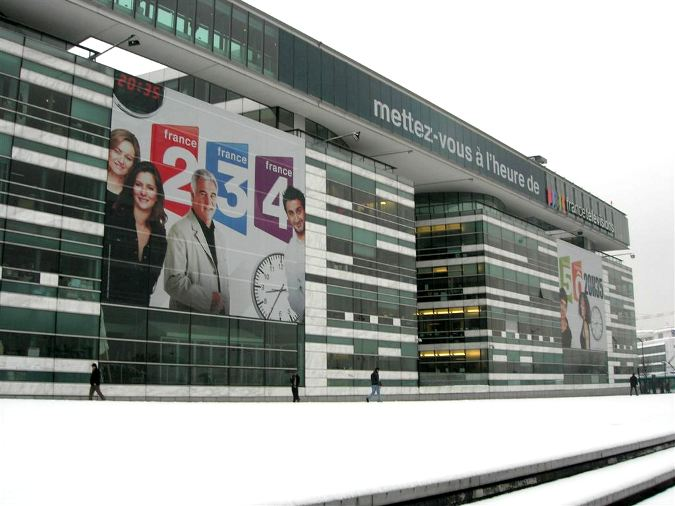
France Télévisions
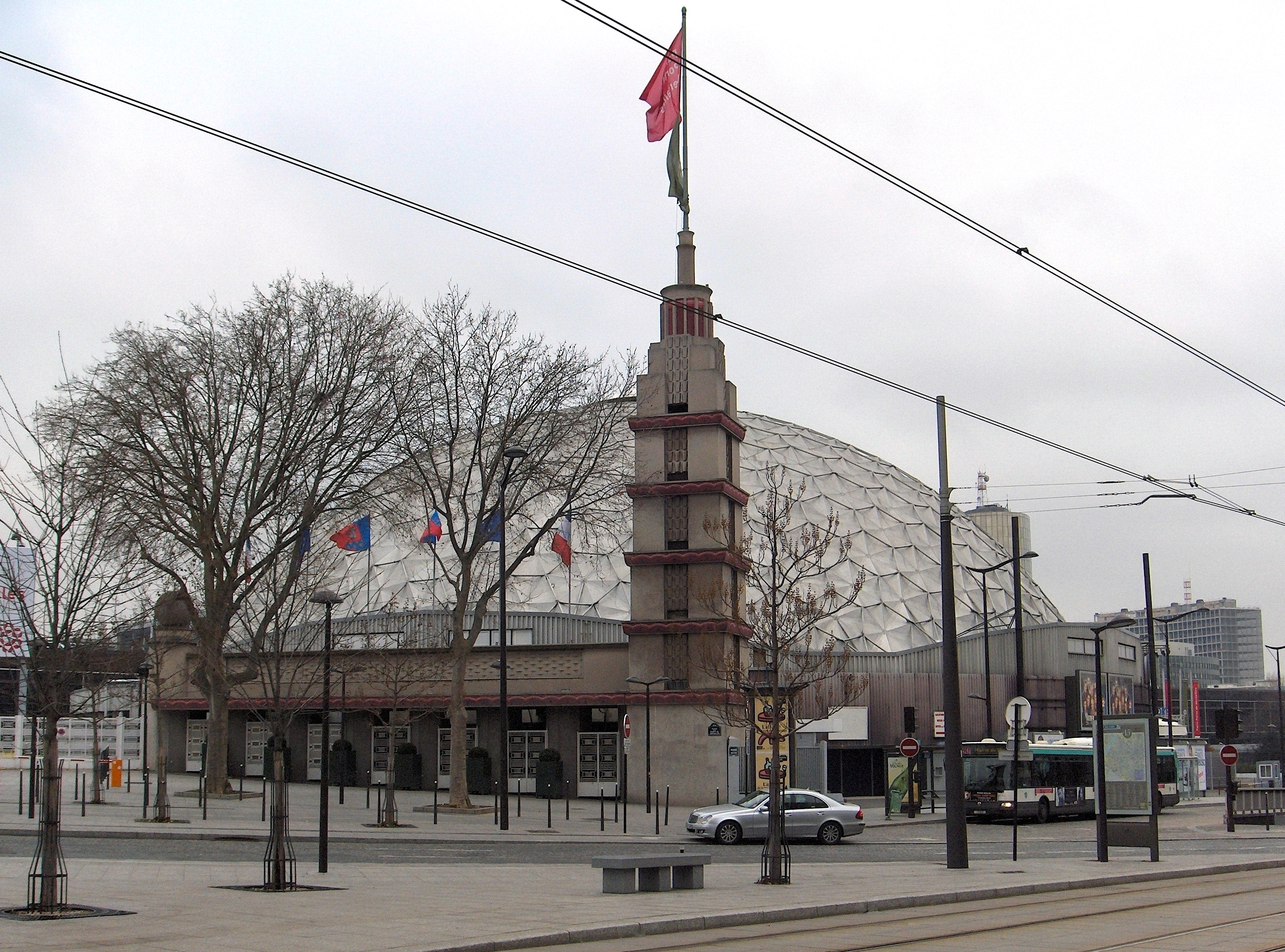
Palais des Sports de Paris
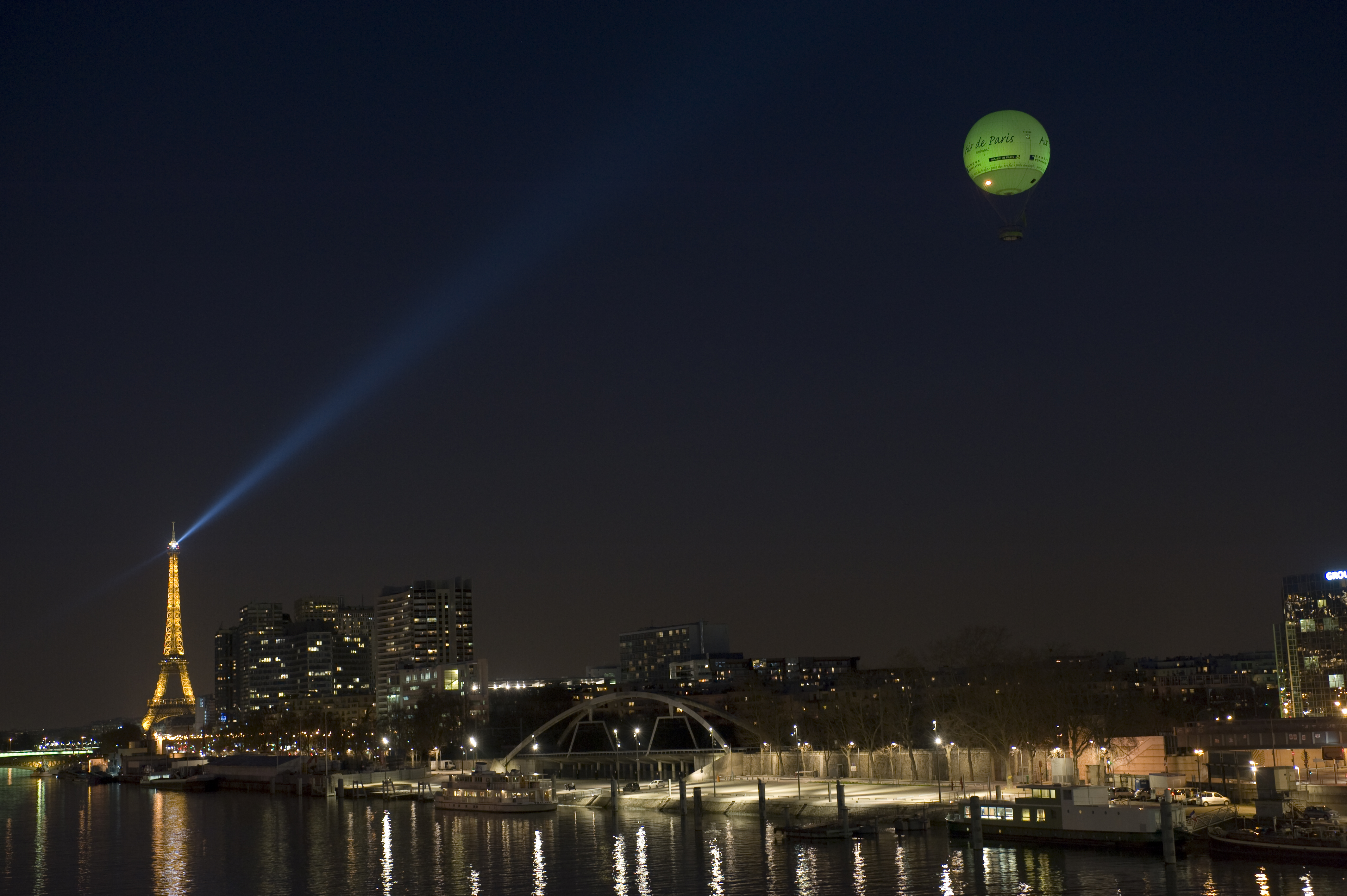
Ballon air de Paris
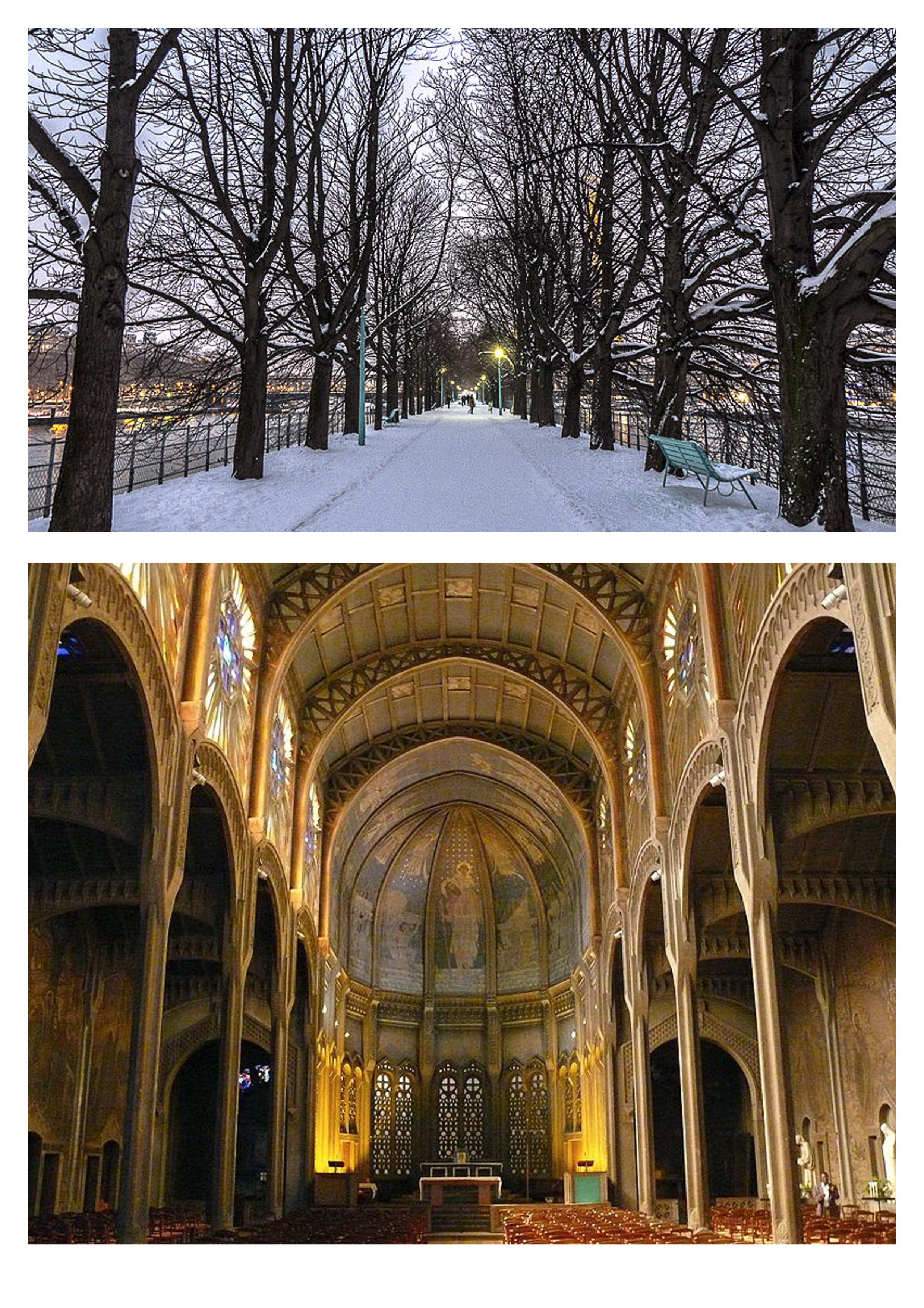
Ile des Cygnes et St Christophe
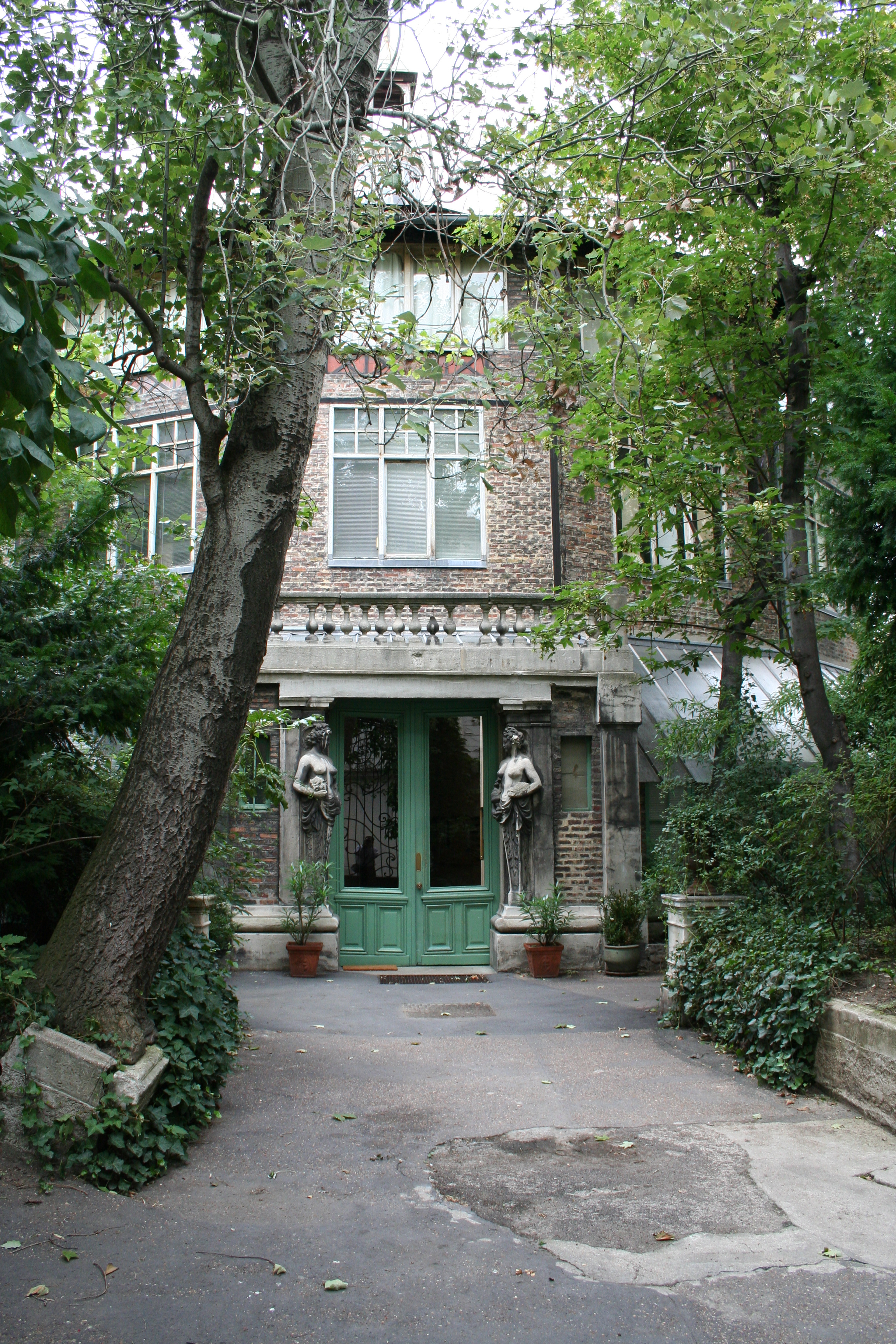
Entrée de "La Ruche"
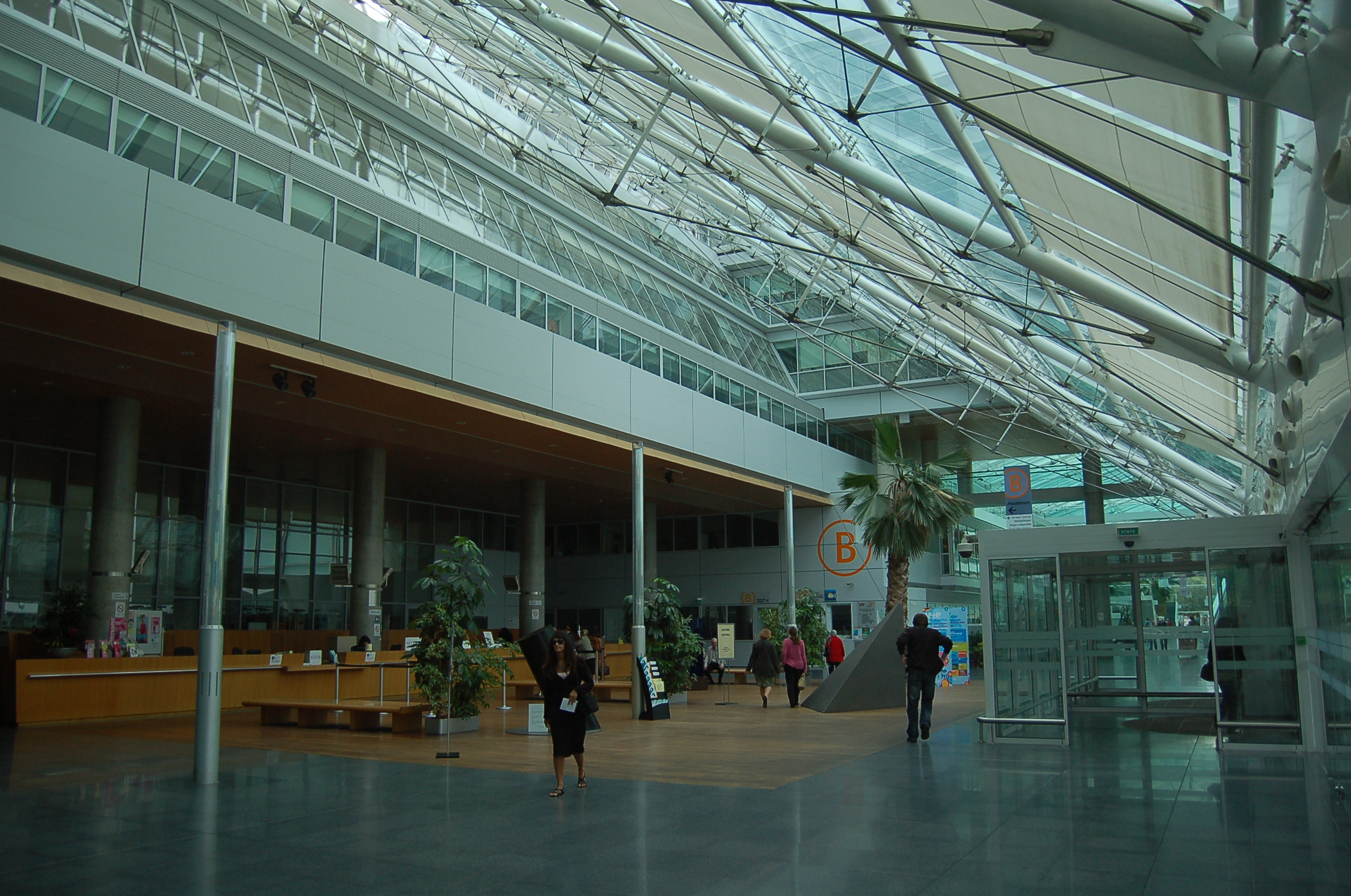
Hôpital européen Georges-Pompidou, Hall
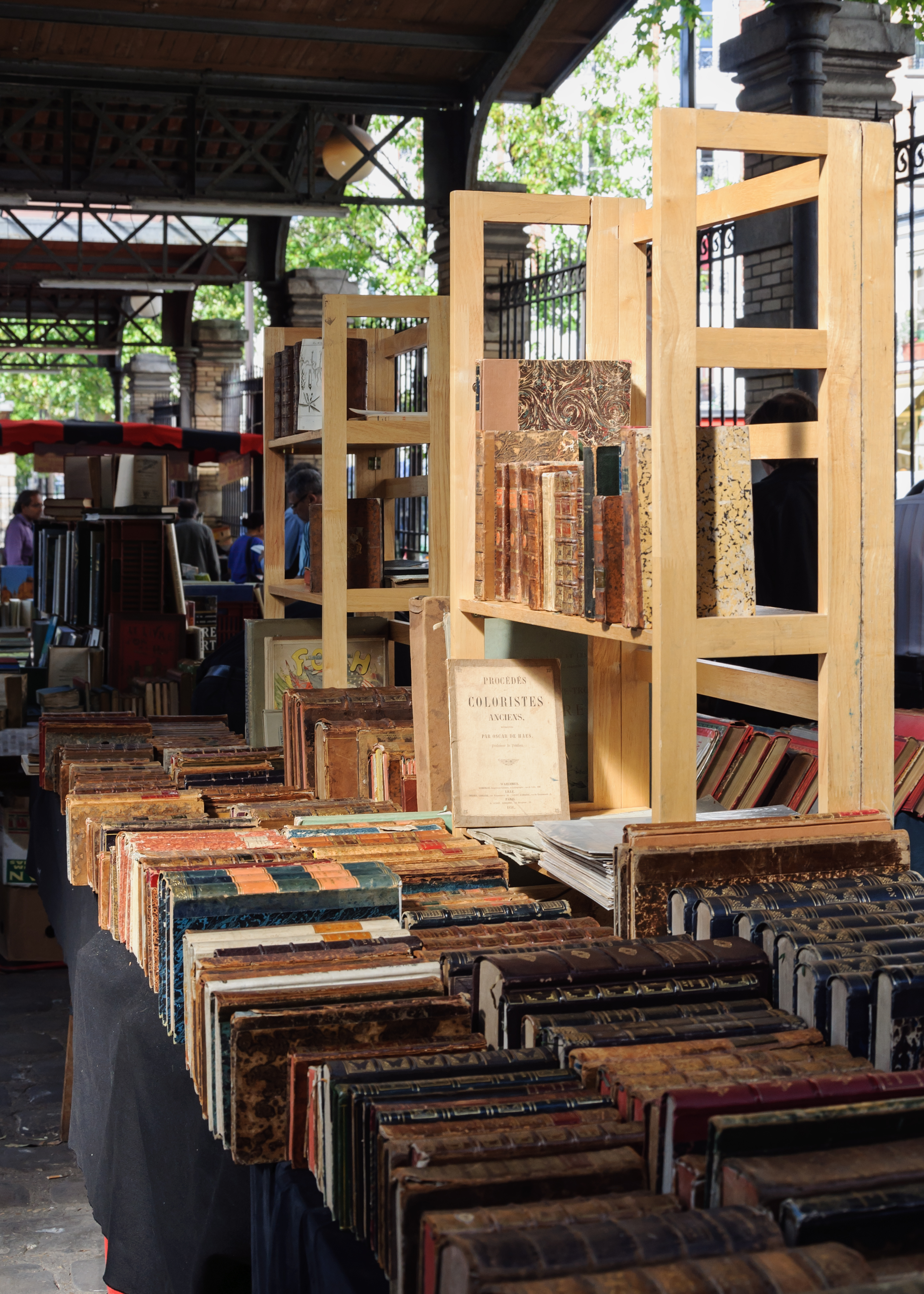
Marché du livre ancien Georges Brassens
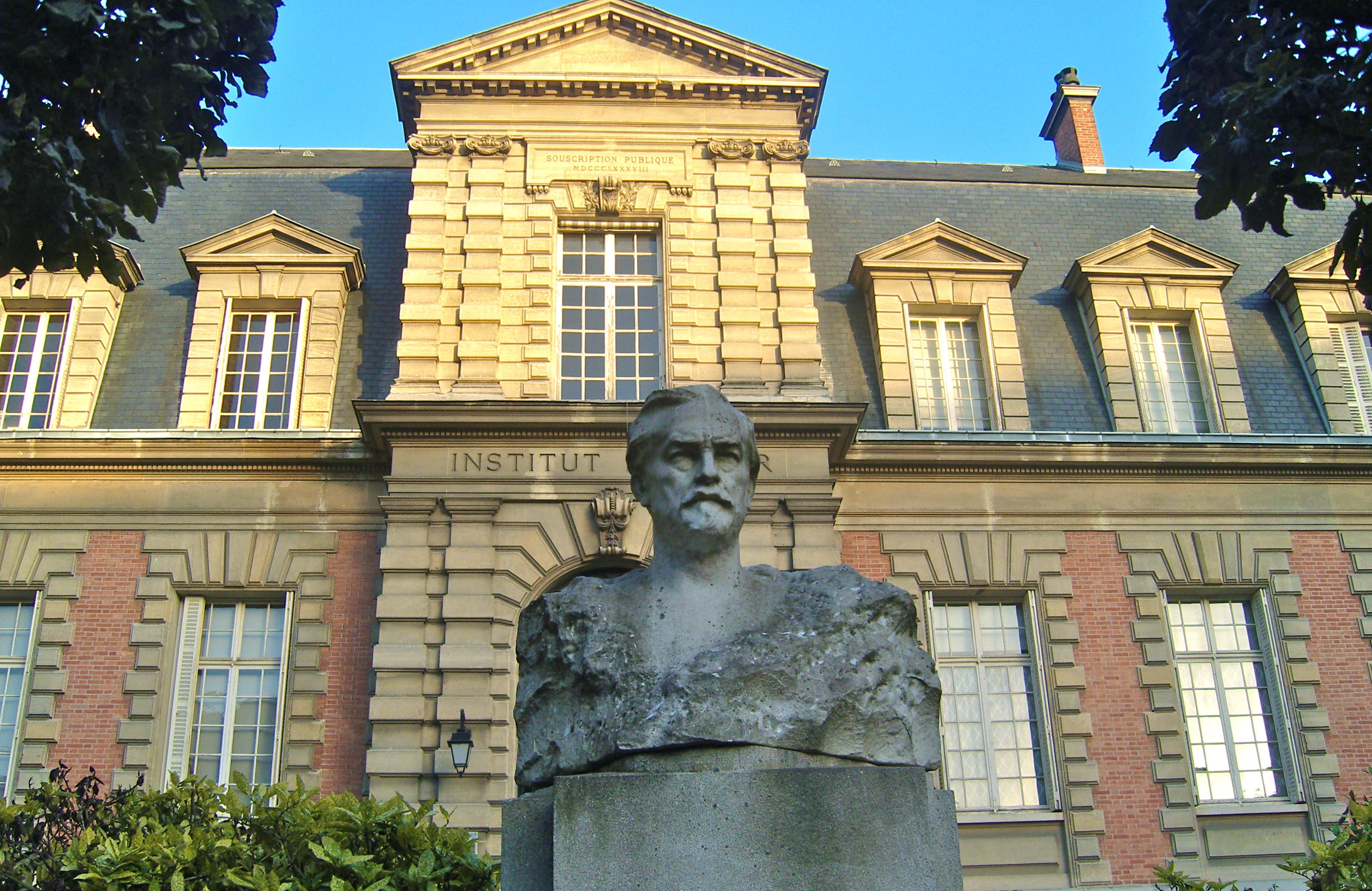
Musée Pasteur